# Guillermo Fernández González
Guillermo Fernández González (Benidorm, Alicante, 31 de enero de 1989) es un entrenador de fútbol español que actualmente dirige al Club de Fútbol Rayo Majadahonda de la Segunda Federación. 

## Trayectoria

### Como jugador
En su trayectoria como jugador formó parte de varios equipos modestos del fútbol español como Collado Villalba, Las Rozas CF, S.F. Benidorm C.D. y Club de Fútbol La Nucía "B", donde se retiró en 2018.

### Como entrenador
Tras colgar las botas como jugador, en la temporada 2018-19 comenzó su carrera como segundo entrenador de César Ferrando en el Jamshedpur Football Club de la Superliga de India. En la misma temporada, dirigió al S.F. Benidorm C.D. durante cuatro partidos en el Grupo 4 de la Preferente Valenciana.
En la temporada 2019-20, firma como segundo entrenador de César Ferrando en el Club de Fútbol La Nucía.
En la temporada 2020-21, se convierte en entrenador del Club de Fútbol La Nucía "B" del Grupo 4 de la Preferente Valenciana Grupo 4, al que dirige durante dos temporadas, logrando llegar a la final del playoff de ascenso a Tercera RFEF.
El 25 de enero de 2023, tras la destitución de César Ferrando, Guillermo es nombrado entrenador del primer equipo del Club de Fútbol La Nucía de la Primera Federación de manera interina.
El 13 de abril de 2023, es destituido como entrenador del Club de Fútbol La Nucía de la Primera Federación, tras 10 partidos al frente del equipo, con un balance de 2 victorias, 5 empates y 3 derrotas.
El 20 de noviembre de 2023, firma como director de la Academia del Club de Fútbol Benidorm.
El 27 de diciembre de 2023, firma por el Club Deportivo Artístico Navalcarnero de la Segunda Federación. 

## Clubes

### Como entrenador
| Club                                              | País   | Año             |
| ------------------------------------------------- | ------ | --------------- |
| Jamshedpur Football Club (2º entrenador)          | India  | 2018-2019       |
| S.F. Benidorm C.D.                                | España | 2019            |
| Club de Fútbol La Nucía (2º entrenador)           | España | 2019-2021       |
| Club de Fútbol La Nucía "B"                       | España | 2021-2023       |
| Club de Fútbol La Nucía                           | España | 2023            |
| Club de Fútbol Benidorm (Director de la Academia) | España | 2023            |
| Club Deportivo Artístico Navalcarnero             | España | 2024-2025       |
| Club de Fútbol Rayo Majadahonda                   | España | 2025-actualidad |